# Yasumasa Morimura
Yasumasa Morimura (Osaka, 11 giugno 1951) è un artista giapponese.
Si appropria di immagini di opere di artisti storici (da Edoard Manet, Rembrandt, fino a Cindy Sherman) e le riproduce come proprie sviluppandole.

## Biografia
Morimura cresce, vive e lavora nel Giappone del dopo guerra invaso dalla cultura occidentale e, come gli artisti della sua generazione, opera attraverso una sintesi dell'incontro di due civiltà (quella occidentale e orientale). Morimura si appropria di icone universali della storia dell'arte, dei mass media e della cultura popolare e le ripropone interpretandole in prima persona. In particolare Morimura è interessato alle trasformazioni sociali, politiche e culturali avvenute nella seconda metà del Novecento, ovvero i mutamenti dovuti alla penetrazione del capitalismo e dei miti del mondo occidentale in Giappone.

## Opere
Dopo l'inizio incentrato sul dialogo con la storia dell'arte del passato, Morimura rivolge il suo sguardo al Novecento. Impersona Einstein, Marilyn, Frida Kahlo, Hitler utilizzando un linguaggio maniacale per i dettagli. L'opera di Marilyn Monroe tratta dalla serie "Actress", è un esempio del procedimento creativo di Morimura: come un vero artista, mediante un cambio di identità, prova ad uscire da se stesso e diventare un "altro". Le opere sono caratterizzate da uno stile raffinato, grande cura per il dettaglio e l'uso di ritocchi digitali, costumi, pose e accessori ricercati, che le rendono uniche. Attraverso una sorta di sdoppiamento di personalità Morimura si immerge nella vita degli altri, dei "grandi" che hanno segnato la storia, provando a guardare l'esistenza con i loro occhi. I suoi lavori (fotografie, performance, video) non sono identificazione ma un "riproporsi di sé in un altro" sottolineando il disagio che la popolazione giapponese ha nel subire la cultura occidentale. I tratti somatici, non modificati, sono l'unico mezzo che Morimura ha per rivendicare le proprie origini e tradizioni e l'unica via per fare ciò è la provocazione. Le sue opere più famose sono "Requiem form the XX century" e "Actress".
Ha esposto al Museum of Contemporary Art di Chicago (1992), la Cartier Foundation for Contemporary Art in Jouy-en-Josas, Francia (1993), l'Hara Art Museum a Tokyo (1994), il Guggenheim Museum (1994), il Yokohama Museum of Art a Yokohama (1996), Museum of Contemporary Art di San Diego (2006) e la Art Gallery of New South Wales a Sydney (2007). 
Ha avuto una nomination all'Hugo Boss Prize nel 1996.